# David Choby
David Raymond Choby (ur. 17 stycznia 1947 w Nashville, Tennessee, zm. 3 czerwca 2017 tamże) – amerykański duchowny katolicki, biskup diecezji Nashville w metropolii Louisville w latach 2006-2017.

## Życiorys
Chrzest otrzymał w katedrze Wcielenia Syna Bożego. Ukończył seminarium duchowne w Davenport, a także Katolicki Uniwersytet Ameryki w Waszyngtonie. Święcenia kapłańskie otrzymał 6 września 1974 z rąk ordynariusza rodzinnej diecezji Josepha Duricka. Po ukończeniu Angelicum w Rzymie był wykładowcą w Columbus. W kurii diecezjalnej zasiadał w trybunale diecezjalnym i był członkiem kolegium konsultorów. 12 sierpnia 2004 został wybrany na administratora diecezji po odejściu bpa Kmiecia do diecezji Buffalo.
20 grudnia 2005 mianowany przez Benedykta XVI ordynariuszem Nashville. Sakry w miejscowej katedrze (gdzie był ochrzczony) udzielił metropolita Thomas Kelly OP.
Zmarł 3 czerwca 2017 w szpitalu w Nashville.